# لامركزية في اتخاذ القرار
يشير مصطلح اللامركزية في اتخاذ القرار إلى أي عملية يتم فيها توزيع سلطة صنع القرار على مجموعة كبيرة من الأشخاص. وتعني أيضًا منح سلطة أعلى للموظفين والمديرين التنفيذيين والعمال الأقل في المستوى الوظيفي. وقد تُطبق اللامركزية في أي مؤسسة بأي حجم، من الهيئات الحكومية إلى المؤسسة التجارية. ومع ذلك، فعادة ما يكون السياق الذي يُستخدم فيه هذا المصطلح سياق المؤسسات الكبيرة. ولتوزيع السلطة هذا، في واقع الأمر، آثار بعيدة المدى بالنسبة لمجالات الإدارة والسلوك المؤسسي والحكومة.
القرارات الناتجة عن اللامركزية في اتخاذ القرار هي نتيجة وظيفية لـ الذكاء الجماعي وعقلية الحشد. تساهم اللامركزية في اتخاذ القرار في المعرفة الأساسية لـ الذكاء الجماعي وعقلية الحشد، وغالبًا ما تكون في طريقة العقل الباطن أو العقل الباطن الجماعي لـكارل يونغ.
نظرية القرار عبارة عن أسلوب لـالاستنتاج الاستنباطي القائم على نماذج الاحتمال ونماذج الاستنتاج الاستنباطي الرسمية. ويتم دراستها أيضًا في مجال متخصص للرياضيات حيث يتم استخدام النماذج للمساعدة في صنع القرارات في جميع الأنشطة البشرية بما في ذلك العلوم والهندسة. (انظر أيضًا نظرية الألعاب والشك ومبدأ تعظيم التوقعات).

## نبذة تاريخية
كانت اللامركزية والمركزية موضوعين متسقين عبر التاريخ ويتعلقان بالسلطة الحكومية والنظرية السياسية. ومنذ صعود الإمبراطورية الرومانية وسقوطها، كان هناك فترات من المركزية واللامركزية في المجتمعات في جميع أنحاء العالم. كانت كل الحركات السياسية تقريبًا، من ظهور دولة المدينة في العصور الرومانية حتى ارتفاع وسقوط الإمبراطوريات الإقطاعية في العصور الوسطى لاحقًا، إلى ظهور الفاشية في ألمانيا قبل الحرب العالمية الثانية، إلى تشكيل الاتحاد الأوروبي الاقتصادي في أواخر القرن 20، وكان تاريخ أوروبا أيضًا واحدًا من دوائر المركزية واللامركزية.
يوضح البروفيسور توماس مالون من معهد ماساتشوستس للتكنولوجيا أن "اللامركزية لها ثلاث فوائد عامة:
(1) تشجع الدافعية والإبداع؛
(2) تتيح للكثير من العقول العمل في وقت واحد على المشكلة ذاتها؛ و
(3) تستوعب المرونة والفردية".
يقول مالون (Malone) إن عملية صنع القرار اللامركزية تميل إلى إيجاد مناخ أقل جمودًا وتعلي من دور التسلسل الهرمي في المؤسسات. عندما تفوض الإدارة العليا مسؤوليات عملية صنع القرار، توجد أيضًا آفاق تحكم أوسع بين المديرين مما يتسبب في تدفق أكثر للمعلومات. يساعد ذلك في زيادة تدفق المعلومات من المستويات الأدنى إلى الأعلى، مما يسمح بمزيد من الابتكار والكفاءة الأقرب إلى وسائل الإنتاج. لذا تسمح زيادة تدفق المعلومات بالابتكار فيما يسمى بإدارة الجودة الشاملة.